# مجدوع المنخر
مجدوع المنخر (الاسم العلمي:†Colobomycter) هو جنس منقرض من نظيرات الزواحف يتبع فصيلة مفتوحات الخطم من هلوسيات القحف.

## الأنواع
- †مجدوع المنخر المتربص بالثقوب (†Colobomycter pholeter)
- †مجدوع المنخر الفوغني (†Colobomycter vaughni)